# Калі (місто)
Сантьяго-де-Калі (Калі; ісп. Santiago de Cali) — місто, розташоване на заході Колумбії, засноване конкістадором Себастьяном де Белальказаром 25 липня 1536 році. Столиця департаменту Вальє-дель-Каука.

## Історія
До приходу іспанців, у долині Калі жило близько 30 000 індіанців, потім їх стало менше 2 000, які в свою чергу належали 19 або 20 іспанцям. Оскільки платити податки індіанцям було фактично нічим, вони відбували службу перенесенням вантажів по дуже крутих горах, від чого багато хто помирав.
Як пише хроніст Сьеса де Леон: «Заснував і заселив це місто Калі капітан Мігель Муньос, в ім'я його величності, при аделантадо Доні Франсиско Пісарро, губернаторі Перу, в 1536 році, хоча (як і далі я розповім) у міста першим засновником був капітан Себастьян де Белалькасар, у селищах Горронов. І щоб перенести його туди, де він зараз знаходиться, деякі хочуть сказати, що муніципалітет цього самого міста, примусив і змусив Мігеля Муньоса до того, щоб це він зробив. Чому і здається, що честь цього підстави надана Белалькасару, а муніципалітету я вже торкнувся, бо якщо б бажання Мігеля Муньоса не було розглянуто, то не ми не знаємо, де б стояло місто, судячи з того як вважають самі завойовники, які були там жителями».
У 1540 році в місті Калі Франсиско Пісарро надає пишний і дружній прийом капітану Хорхе Робледо, завойовникові колумбійських провінцій Ансерме та Кімбайя.

## Клімат
Місто знаходиться у зоні екваторіального клімату. Найтепліший місяць — лютий з середньою температурою 24.4 °C (76 °F). Найхолодніший місяць — листопад, з середньою температурою 23.3 °С (74 °F).
| Клімат Калі             | Клімат Калі | Клімат Калі | Клімат Калі | Клімат Калі | Клімат Калі | Клімат Калі | Клімат Калі | Клімат Калі | Клімат Калі | Клімат Калі | Клімат Калі | Клімат Калі | Клімат Калі |
| Показник                | Січ.        | Лют.        | Бер.        | Квіт.       | Трав.       | Черв.       | Лип.        | Серп.       | Вер.        | Жовт.       | Лист.       | Груд.       | Рік         |
| Абсолютний максимум, °C | 33          | 38          | 37          | 32          | 37          | 37          | 33          | 35          | 37          | 33          | 31          | 32          | 38          |
| Середній максимум, °C   | 28          | 29          | 29          | 28          | 28          | 28          | 29          | 29          | 28          | 28          | 27          | 28          | 28          |
| Середня температура, °C | 23          | 24          | 24          | 23          | 23          | 23          | 23          | 24          | 23          | 23          | 23          | 23          | 23          |
| Середній мінімум, °C    | 19          | 19          | 19          | 19          | 19          | 19          | 18          | 18          | 18          | 18          | 18          | 19          | 18          |
| Абсолютний мінімум, °C  | 15          | 16          | 12          | 13          | 15          | 12          | 12          | 12          | 15          | 15          | 13          | 13          | 12          |
| Норма опадів, мм        | 50          | 60          | 100         | 140         | 110         | 60          | 30          | 50          | 60          | 120         | 110         | 70          | 1020        |
| ----------------------- | ----------- | ----------- | ----------- | ----------- | ----------- | ----------- | ----------- | ----------- | ----------- | ----------- | ----------- | ----------- | ----------- |
| Джерело: Weatherbase    |             |             |             |             |             |             |             |             |             |             |             |             |             |

## Уродженці
- Бернардо Еспіноса (* 1989) — колумбійський футболіст.
- Карлос Лісарасо (1991) — колумбійський футболіст.
- Луїс Орехуела (1995) — колумбійський футболіст.